# Великобычковский лесохимический комбинат
Великобычковский лесохимический комбинат — промышленное предприятие в посёлке городского типа Великий Бычков Раховского района Закарпатской области Украины.

## История
Предприятие было построено в 1868 году, после того, как швейцарские и венгерские предприниматели получили от властей Венгрии разрешение на разработку буковых лесов в окрестностях селения Великий Бычков в течение следующих 50 лет. Строительство обошлось в 1,2 млн. форинтов, и построенный завод стал первым предприятием по сухой перегонке дерева на всей территории Австро-Венгрии. В связи с необходимостью вывоза с завода готовой продукции в 1887 году через Великий Бычков была проложена железная дорога. 
В 1896 году завод перешёл в собственность фирмы "Клотильда" и стал крупным предприятием (в 1897 году на нём работало 420 человек, в 1900 году - 574 человека). В конце XIX века завод ежегодно перерабатывал около 180 тыс. погонных метров буковой древесины и производил 2005 вагонов готовой продукции (в том числе, 35 тыс. центнеров глауберовой соли и 2 тыс. центнеров селитровой кислоты), которая использовалась на территории Австро-Венгрии, а также экспортировалась в Российскую империю и другие страны Европы.
Условия работы в это время были тяжёлыми, продолжительность рабочего дня составляла 14-16 часов, а зарплаты являлись низкими (40-60 крейцеров, при этом женщинам и детям платили меньше, чем работникам-мужчинам). Поэтому уже в 1911 году на лесохимическом заводе началась массовая забастовка, участники которой потребовали повысить заработную плату, сократить рабочий день и разрешить создать на предприятии профсоюз. Это была первая забастовка в Великом Бычкове. Прибывшие жандармы подавили выступление, но зарплата работникам завода была повышена.
Перед началом первой мировой войны в 1914 году акционерное общество "Клотильда" (в собственности которого находился завод) являлась крупной компанией с основным капиталом в 5 млн. форинтов и входило в состав "Первого венгерского акционерного химической промышленности", но после начала войны положение завода осложнилось, а часть рабочих была мобилизована.
После распада Австро-Венгрии селение оказалось на территории Венгрии, в декабре 1918 года на заводе был создан рабочий совет, но уже весной 1919 года Великий Бычков оккупировали войска Румынии, а в дальнейшем Закарпатье было включено в состав Чехословакии.
В августе 1920 года на общем собрании работников завода была создана профсоюзная организация. В декабре 1920 года рабочие завода участвовали в стачке солидарности с трудящимися Чехии. В условиях экономического кризиса 1921 - 1923 гг. забастовочное движение усилилось, в результате в 1924 году акционеры компании "Клотильда" временно закрыли завод и уволили несколько сотен рабочих.
В мае 1926 года на заводе произошёл мощный взрыв, в результате которого погибли три и были ранены ещё пять человек.
В целом, в 1920-е — 1930-е годы завод изготавливал метиловый спирт, уксус, ацетон, октан и другую продукцию, которая использовалась в Чехословакии и экспортировалась в Великобританию, Германию и иные страны. Начавшийся в 1929 году мировой экономический кризис осложнил положение завода (только в течение 1932 года здесь прошли 4 массовые демонстрации).
После Мюнхенского соглашения 1938 года обстановка в стране дестабилизировалась, 14 марта 1939 года была провозглашена независимость Словакии, и в этот же день венгерские войска перешли в наступление в Закарпатье. 15 марта 1939 года венгерские войска заняли Великий Бычков и селение оказалось в составе Венгрии.
17 октября 1944 года селение заняли части 17-го гвардейского стрелкового корпуса РККА, 19 октября 1944 года в селе был создан Народный комитет. В 1945 году Закарпатье вошло в состав СССР, и национализированный завод фирмы "Клотильда" получил название Великобычковский лесохимический завод. В это время на заводе имелось 12 печей, позволявших перерабатывать не более 120-140 кубометров древесины.
В соответствии с четвёртым пятилетним планом восстановления и развития народного хозяйства СССР было принято решении о сооружении на заводе двух реторт, и уже в 1947 году общая стоимость выпущенной заводом продукции составила 176 тыс. рублей, а её ассортимент увеличился до 20 наименований. Для обеспечения лесохимического завода древесиной в Великом Бычкове был создан лесокомбинат.
В пятую пятилетку были реконструированы формалиновый и расфасовочный цеха, а также построен стекольный цех. Позднее предприятие было механизировано, что обеспечило увеличение объёмов производства.
В 1967 году завод выпускал 55 видов продукции.
За производственные достижения и в связи со 100-летием со дня основания 12 ноября 1968 года Великобычковский лесохимический комбинат имени И. П. Локоты был награждён орденом Трудового Красного Знамени.
В целом, в советское время комбинат являлся крупнейшим предприятием посёлка.
После провозглашения независимости Украины государственное предприятие было преобразовано в закрытое акционерное общество.
В августе 2002 года решением хозяйственного суда Закарпатской области лесохимический комбинат был признан банкротом и прекратил своё существование.